# スティーブ・ジャクソン (イギリスのゲームデザイナー)
スティーブ・ジャクソン（Steve Jackson, 1951年5月20日 - ）は、イギリスのゲームデザイナーおよびゲーム評論家。日本ではゲームブック作家としてよく知られる。

## 来歴
マンチェスター出身。1975年に、学校の友人のジョン・ピーク、イアン・リビングストンと共にゲームズワークショップ社を設立。『ダンジョンズ&ドラゴンズ』をはじめとするアメリカのボードゲーム・ロールプレイングゲームの輸入から始まり、1977年のRPG雑誌『ホワイト・ドワーフ』の創刊など、RPGの普及に貢献した。
1982年に、ゲームブック『火吹山の魔法使い』(en:The Warlock of Firetop Mountain) をリビングストンと共著。これは世界的なベストセラーとなり、その後もファイティング・ファンタジーシリーズとして数々のゲームブックを発表した。1983年から発行された『ソーサリー』四部作は、その中でも最高峰と呼ばれている。
1997年、ピーター・モリニューと共にゲーム開発会社ライオンヘッド・スタジオ (en:Lionhead Studios) を設立した。その後、2006年にマイクロソフトに買収された際に同社を去り、現在はロンドンのブルネル大学の教授として、ゲームデザイン理論を教えている。
なお、テーブルトークRPG『ガープス』のデザイナーでありスティーブ・ジャクソン・ゲームズ社の代表であるアメリカ合衆国のスティーブ・ジャクソンもゲームブックを執筆しているため混同されやすいが、同姓同名の別人である。

## 作品
ゲームブック
- 火吹山の魔法使い(1982)　※イアン・リビングストンとの共著
- ソーサリー(1983-1985)
- バルサスの要塞(1983)
- さまよえる宇宙船(1984)
- 地獄の館(1984)
- サイボーグを倒せ(1985)
- 魔術師タンタロンの12の難題(1985)
- モンスター誕生(1986)
- サラモニスの秘密(2022)

テーブルトークRPG
- スティーブ・ジャクソンのファイティング・ファンタジー(1985)

小説
- トロール牙峠戦争(1989)　※過去のゲームブック作品のキャラクターが登場する。

ビデオゲーム
- Lost Eden (1995), Virgin Interactive
- Circle of Blood (1996), Virgin Interactive
- Close Combat: Invasion – Normandy (2000), Strategic Simulations, Inc.
- The Movies (Premiere Edition) (2005), Activision
- Sorcery! (2013), inkle

その他
- F.I.S.T. (Fantasy Interactive Scenarios by Telephone)(1988)
- BattleCards (TCG)(1993)